# 白叉丝单囊壳
白叉丝单囊壳（学名：Podosphaera leucotricha）是属于白粉菌目白粉菌科叉丝单囊壳属的一种真菌，寄生在蔷薇科植物上。该种分布于中国、日本、匈牙利、俄罗斯、罗马尼亚、美国、南非、奥地利、瑞 典、德国、澳大利亚等地。